# 十錦肉
十錦肉是一道順德菜，通常是鄉村的窮人於過節時食用，由於無多餘錢買過節食品，材料是剩菜和時令蔬菜。主要材料是剩菜或湯渣中的肉拆成肉絲經油炸、沙葛絲、炸芋絲，配以幾種切成絲的時令蔬菜，拌勻後洒上炸花生和炸米粉即成。